# María del Carmen Izquierdo Misiego
María del Carmen Izquierdo Misiego (Ampudia, Palencia, 4 de mayo de 1958) es una profesora e investigadora española.
Nace en 1958 en el seno de una familia numerosa de origen humilde. Realizó sus estudios de Bachillerato Superior en la Universidad Laboral de Cáceres, así como las Pruebas de Selectividad. Los estudios universitarios los inició en el curso 1975/1976 en la Universidad de Salamanca becada como Alumna Tutelada de la Universidad Laboral obteniendo en junio de 1980 el Título de Licenciada en Ciencias Químicas. El 10 de octubre de 1980 presentó su Tesina de Licenciatura y obtuvo el Premio Extraordinario. Se doctoró en Ciencias Químicas por la Universidad de Salamanca, como profesora encargada de Curso, Ayudante LRU y Profesora Asociada hasta obtener la plaza por la Universidad de Salamanca, desarrolló su labor docente e investigadora como Profesora del Departamento de Química Física de dicha Universidad desde el 10 de octubre de 1980 hasta el mismo mes de 2020.

## Actividad Docente
Ligada contractualmente con la Universidad de Salamanca desde 01/10/1980, desarrolló su labor docente en el Departamento de Química Física de la Facultad de Ciencias Químicas como Profesora Encargada de Curso, Ayudante LRU y Profesora Asociada hasta obtener la plaza de Profesora Titular de Universidad  el 10/12/1992.
Durante los primeros años impartió clases prácticas y de problemas de diferentes asignaturas adscritas al Departamento en las titulaciones de licenciado en Química, Farmacia. A partir del curso 1992-1993, momento en que se implantaron los Estudios de Ingeniero Químico en la Universidad de Salamanca su actividad docente se centró esencialmente en la formación de estos nuevos Licenciados. Los sueños de juventud de una dedicación a la investigación se tornaron en una vocación claramente docente con el objetivo de intentar proporcionar formación de calidad que permitiera a sus alumnos integrarse en un mundo laboral que estaba experimentando cambios continuos y vertiginosos. Por ello, en el momento de la implantación del Espacio Europeo de Educación Superior (EEES) dedicó especial atención a su propia formación en el ámbito de las nuevas tecnologías (TIC) y metodologías docentes para la adquisición de competencias, realizando 44 Cursos destinados a la Formación Continua del Profesorado.
La labor docente realizada puede resumirse en los siguientes puntos:
- 40 años de servicios activo como docente en la Facultad de Ciencias Químicas de la Universidad de Salamanca.
- Quinquenios docentes reconocidos: 6
- Evaluación Docentia: Excelente (en todas las evaluaciones solicitadas)
- Publicaciones de carácter docente:[4][5][6][7][8] 4
- Proyectos de Innovación Docente[9][10][11]:[12][13][14][15][16][17] 38 (18 como Coordinadora de los mismos). Todos relacionados con la mejora de la calidad de la docencia.
- Participación en Congresos de Innovación Docente: 13

## Actividad investigadora
Becaria del Plan para la Formación de Personal Investigador (MEC) desde 01/09/1981 hasta 30/09/1984 inició su labor investigadora en el Departamento de Química Física con el estudio, “Hidrólisis de Substratos Cromogénicos por Trumbina: Inhibición por Compuestos Sintéticos y Aplicación Clínica” presentado como Tesis Doctoral el 20 de diciembre de 1985. De forma simultánea, comenzó su labor en el ámbito docente en el mismo Departamento como Ayudante de Clases Prácticas desde el 1 de noviembre de 1980.
Siendo Becaria del Programa Sectorial de Formación del Profesorado y Personal de Investigación en el Extranjero, realizó investigaciones postdoctorales sobre “Caseines y proteines de la leche como posibles fuentes de péptidos activos: Péptidos Antitrombóticos”, bajo la dirección del Dr. Pierre Jollés en el Laboratoire des Protéines Unité 1188 (Centre National de la Researche Scientific, CNRS) en París, Francia, del 1 de octubre de 1991 a 30 de septiembre de 1992.
Inició su investigación en el ámbito de la Cinética Enzimática (1980-1985) bajo la dirección del Prof. Dr. D. Miguel Ángel Herráez. Estudió la actividad enzimática de la Trombina. Inicialmente para la formación de fibrina partir de fibrinógeno, (Tesina) de licenciatura y posteriormente, su acción enzimática sobre substratos sintéticos cromogénicos (Tesis Doctoral). La aplicación Clínica de estos substratos para la determinación de factores hemostáticos, dio lugar a un trabajo de colaboración con el Hospital Clínico de Salamanca para desarrollar los protocolos necesarios para la aplicación de las técnicas amidolíticas en el análisis clínico de los laboratorios de Hematología.
En el período 1986-1997 estuvo integrada en el Grupo de Investigación Dirigido por el Prof. Dr. D. Julio Casado Linarejos centrado en el Estudio Cinético de Mecanismos Precursores de Carcinogénesis por N-Nitrosocompuestos. Los objetivos de estos estudios se centraban en analizar la cinética de formación de N-Nitrosocompuestos a partir de diferentes tipos de sustratos y agentes nitrosantes para dilucidar los mecanismos implicados en el proceso de formación de estos agentes precursores de carcinogénesis, así como su degradación para tratar de establecer los agentes alquilantes causantes directos de los mecanismos de desarrollo cancerígeno. Todo ello de interés por sus implicaciones en los procesos de carcinogénesis producidos por factores externos medioambientales o relacionados con componente de la alimentación.
Finalmente, de 1998 a 2020 trabajó como colaboradora en el Grupo de Investigación Reconocido, GIR: Fluidos Supercríticos (FS) y Carbones Activados (AC), dirigido por el Prof. Dr. D. Francisco Salvador Palacios. Las investigaciones en este campo se caracterizaron por una evolución progresiva hacia la consecución de retos cada vez más competitivos en el mundo actual por su elevada proyección de aplicabilidad a nivel industrial y medioambiental con el desarrollo de aplicaciones de elevado interés industrial basadas en la utilización de agua subcrítica, supercrítica y ultrasupercrítica: gasificación de materiales carbonosos, recuperación de carbones agotados, activación de fibras de carbono con distintos agentes, almacenamiento de hidrógeno en Carbones Activados preparados por diferentes procedimientos y Transformación de aceites usados en un combustible rico en hidrógeno por gasificación con agua supercrítica y agua en estado de plasma.
Resumen de la labor investigadora realizada son los siguientes indicadores de producción científica. 
- Sexenios de Investigación Reconocidos: 3
- Participación en Proyectos de Investigación Competitivos: 21 [28](4 Europeos, 14 Nacionales y 3 Contratos Art. 83 LOU )
- Patentes de utilidad: 1[29][30]
- Publicaciones de artículos en revistas Científicas: 47 (38 indexadas). Citas totales de todos los artículos: 929 (Scopus 16 de junio de 2024); h-index: 15[31]
- Publicaciones de artículos en revistas Científicas:[32] 47 (38 indexadas). Citas totales de todos los artículos: 924 (Scopus 16 de junio de 2024);[33] h-index: 15
- Comunicaciones a Congresos Nacionales e Internacionales: 79
- Dirección de Trabajos[34]: 12 (1 Tesis Doctoral, 4 Tesinas de Licenciatura, 2 Trabajos Fin de Carrera, 2 TFG, 3 Trabajos de Becas de colaboración)

## Actividad de Gestión
- Secretaria Académica del Departamento de Química Física de la Facultad de Ciencias Químicas durante 8 años.
- Secretaria de la Comisión para la Elaboración de los Planes de Estudio del Grado en Ingeniería Química (07/11/2007-31/07/2010)
- Miembro de la Comisión CONTRARET del Grado en Ingeniería Química durante 3 cursos académicos.